# Dag Taylor
Dag Winful Awuah Taylor, född 2 oktober 1962 i Vantörs församling i Stockholm, död omkring 20 september 2014 på Mallorca, var en svensk dansare, sångare och manager.
Taylor växte upp i Rinkeby med sin mamma och tre syskon. Han var i unga år dansare och hade stora framgångar tillsammans med Vito Ingrosso och Emilio Ingrosso, men hade också en karriär som soloartist. Han hade ett eget konsultföretag och var manager åt RnB-duon Fre, var även under en period manager för Alina Devecerski och Ace Wilder.  Dag Taylor var säljare på Dagens Nyheter innan han flyttade till Mallorca, där han avled.
Han var under en period sambo med Malin Berghagen (född 1966) och tillsammans fick de en son (född 1987) och en dotter (född 1989). Han fick senare två barn till.

## Diskografi i urval
- 1985 – Naughty girl, Bad Habits
- 1988 – Lucille – Bodyheat
- 1989 – Trouble – Tonight / Dag Taylor, Shakti
- 1990 – How can I go on – Face it / Taylor D
- 1990 – It's alright – Confusion / Taylor D (LP)
- 1990 – 9 februari 1990
- 1990 – Black & white / Taylor D (CD och LP)
- 1991 – Power dance – the sampler (LP)

## Filmografi i urval
- 1985 – Fridas flykt (TV-film)

## Teater

### Roller (urval)
- 1984 – Måns i P. Svanslös av Bodil Malmsten (även regi), Oscarsteatern[5]